# 이리나 쿱첸코
이리나 쿱첸코(러시아어: Ирина Купченко, 1948년 3월 1일 ~ )는 소련, 러시아의 배우이다.

## 출연 작품
- 더 티처 (2015)
- 이너 써클 (1992)
- 배스커빌가의 개 (1981)
- 연인의 로맨스 (1974)
- 엉클 반야 (1970)
- 귀족들의 보금자리 (1969)